# Prästbrist
Prästbrist, det vill säga att allt färre söker sig till prästämbetet, är ett problem i många kristna kyrkor, framför allt i romersk-katolska kyrkan, där dåvarande påve Benedictus XVI i ett tal den 11 september 2006 sade att han oroades över utvecklingen. I Svenska kyrkan råder prästbrist i några glesbygdsförsamlingar.

## Orsaker och praktisk betydelse
Orsaker till prästbrist sägs vara samhällets sekularisering, och i katolska kyrkan att celibatet avskräcker många kandidater. Vidare kan prästbrist ha varit en bidragande orsak till att sexuella övergrepp inom katolska kyrkan inte åtgärdades på många år.